# Gospel Music Association

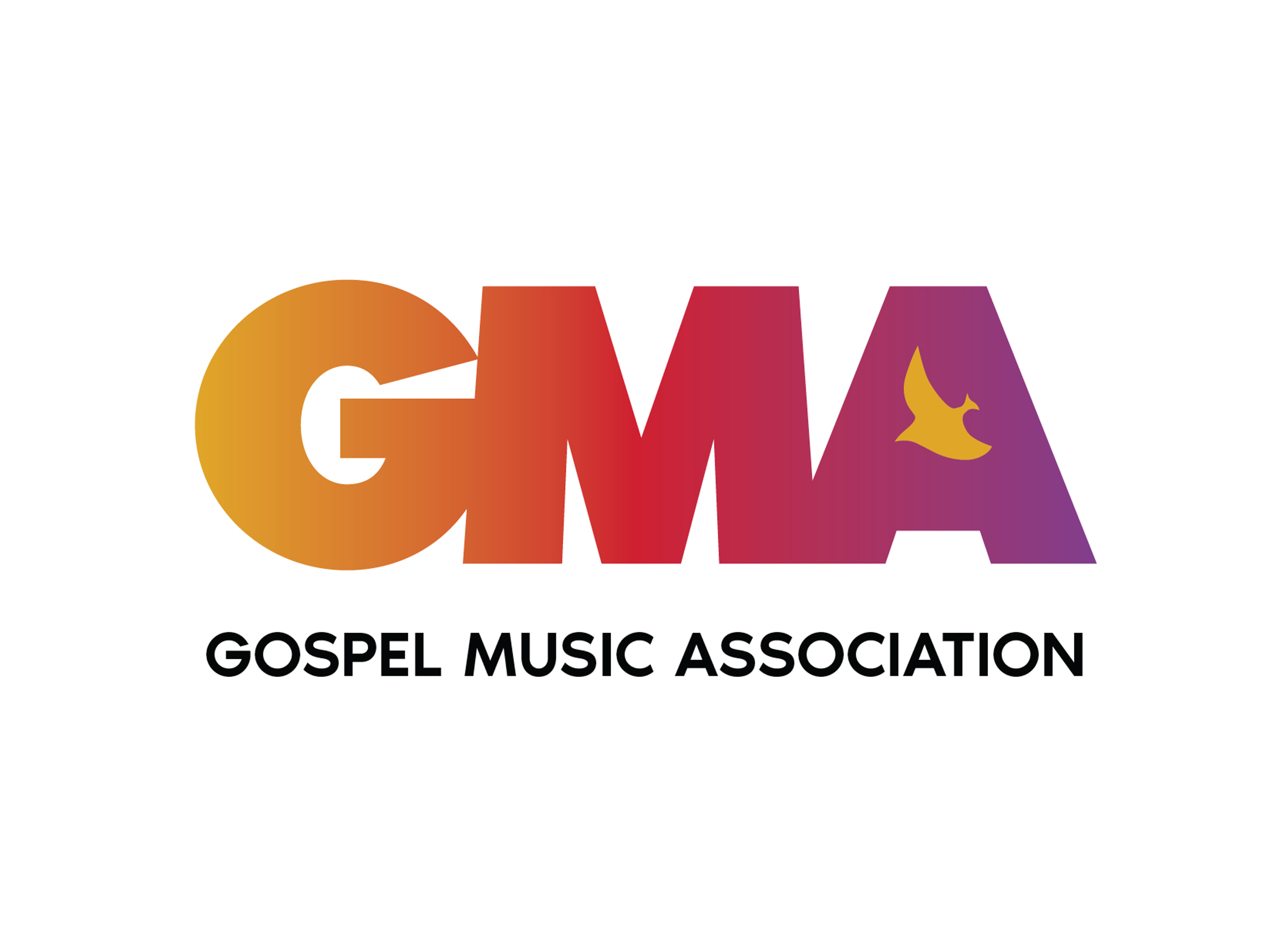

Die Gospel Music Association (GMA) wurde 1964 gegründet, mit dem Zweck, alle Formen von Gospel-Musik zu unterstützen und zu fördern. Die Mitgliederzahl liegt bei rund 4000 weltweit. Die GMA bietet ein Netzwerk für Künstler, Branchenführer, Einzelhandel, Radio-Stationen, Konzert-Veranstalter und lokale Kirchen zur Koordination ihrer Aktivitäten und zur Unterstützung der christlichen Musikindustrie.
Immer im April eines jeden Jahres organisiert die GMA die GMA Music Week in Nashville, Tennessee. Es werden informelle Treffen, Seminare und Konzerte für Künstler, die Musikindustrie, die Mitglieder und die Medien organisiert. Die GMA Music Week endet mit der Verleihung der GMA Dove Awards, mit dem herausragende Leistungen in der Gospelmusik und der  christlichen Popmusik gewürdigt werden. Seit 1974 wird jährlich in Estes Park, Colorado das Festival Music in the Rockies organisiert. Das Festival bietet ein Schaufenster für neue Komponisten, Texter und Künstler in der christlichen Popmusik.
Die GMA Gospel Music Hall of Fame (die Gospel-Ruhmeshalle) wurde 1971 gegründet. Künstler, die außerordentliche Beiträge zur Förderung des Gospels geleistet haben werden, werden dort aufgenommen. Bekannte Mitglieder sind Elvis Presley, Mahalia Jackson, Keith Green, Larry Norman, The Blackwood Brothers, The Speer Family, The Jordanaires, Johnny Cash und andere.